# Jinfeng
Jinfeng (léase Chin-Fong, en chino, 金凤区; pinyin, Jīnfèng qū; literalmente, ‘dorado Feng’) es un distrito urbano bajo la administración directa de la Prefectura Yinchuan en la Región autónoma de Ningxia, República Popular China.  Su área es de 270 km² y su población total para 2010 superó los 280 mil habitantes.

## Administración
Desde julio de 2020, el  Distrito Jinfeng se divide en  pueblos que se administran en 5 subdistritos y 2  poblados.